# ویلیمونی بوتیتو
ویلیمونی بوتیتو (انگلیسی: Vilimoni Botitu؛ زادهٔ ۱۵ ژوئن ۱۹۹۸) بازیکن راگبی ۷ نفره اهل فیجی است.
وی در مسابقات کشوری و بین‌المللی در مجموع برندهٔ ۱ مدال طلا شده‌است.